# Edwin Y. Webb

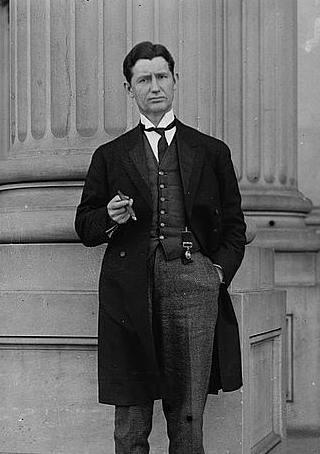
Edwin Y. Webb

Edwin Yates Webb (* 23. Mai 1872 in Shelby, Cleveland County, North Carolina; † 7. Februar 1955 in Wilmington, North Carolina) war ein US-amerikanischer Jurist und Politiker. Zwischen 1903 und 1919 vertrat er den Bundesstaat North Carolina im US-Repräsentantenhaus; später wurde er Bundesrichter.

## Werdegang
Edwin Webb besuchte das Shelby Military Institute und danach bis 1893 das Wake Forst College. Nach einem anschließenden Jurastudium an der University of North Carolina in Chapel Hill und seiner 1894 erfolgten Zulassung als Rechtsanwalt begann er in Shelby in diesem Beruf zu arbeiten. Danach setzte er seine juristische Ausbildung bis 1896 an der University of Virginia in Charlottesville fort. Gleichzeitig schlug er als Mitglied der Demokratischen Partei eine politische Laufbahn ein. Im Jahr 1901 wurde Webb in den Senat von North Carolina gewählt. Er wurde außerdem Kurator des Wake Forest College und des Agricultural and Mechanical College in Raleigh. Zwischen 1898 und 1902 fungierte er als Bezirksvorsitzender der Demokraten. Im Jahr 1900 war er zeitweise Vorsitzender des regionalen Parteitages in North Carolina.
Bei den Kongresswahlen des Jahres 1902 wurde Webb im neunten Wahlbezirk von North Carolina in das US-Repräsentantenhaus in Washington, D.C. gewählt, wo er am 4. März 1903 die Nachfolge des zwischenzeitlich verstorbenen James M. Moody antrat. Nach acht Wiederwahlen konnte er bis zu seinem Rücktritt am 10. November 1919 im Kongress verbleiben. In diese Zeit fiel unter anderem der Erste Weltkrieg. Im Jahr 1913 wurden der 16. und der 17. Verfassungszusatz ratifiziert. Im Jahr 1912 gehörte Webb zu den Kongressabgeordneten, die mit dem Amtsenthebungsverfahren gegen den Bundesrichter Robert Wodrow Archbald beauftragt wurden.
Edwin Webb legte sein Abgeordnetenmandat am 10. November 1919 nieder, nachdem er von Präsident Woodrow Wilson zum Bundesrichter am United States District Court für den westlichen Teil des Staates North Carolina ernannt worden war. Dieses Amt bekleidete er bis zu seinem Eintritt in den Ruhestand am 1. März 1948. Er starb am 7. Februar 1955 während eines Besuchs in Wilmington und wurde in Shelby beigesetzt.